# Biserica „Acoperământul Maicii Domnului” din Bolohan
Biserica „Acoperământul Maicii Domnului” este o biserică amplasată în Bolohan, raionul Orhei, Republica Moldova. Este un monument arhitectural de importanță națională inclus în Registrul monumentelor Republicii Moldova ocrotite de stat cu nr. 1024 (raionul Orhei). Datează din sec. XIX.